# The Colony (film)
The Colony è un film canadese del 2013 diretto da Jeff Renfroe.

## Trama
Nel 2045 l'umanità ha costruito torri meteorologiche che controllano il clima a causa del surriscaldamento globale. Le cose però non vanno come previsto, comincia a nevicare e da quel giorno la Terra diventa un pianeta freddo e senza vita. Ciò che rimane dell'umanità vive in bunker sotterranei per fuggire dal freddo estremo, cercando di sopravvivere alle malattie e di produrre cibo sufficiente. Due ex-soldati, Briggs e il suo vice  Mason, sono a capo di uno di questi bunker, la Colonia 7.
Il protagonista, Sam è un tecnico che deve la sua vita a Briggs, che lo ha recuperato da bambino mentre vagava tra i ghiacci. La sua compagna, Kai, addetta ai magazzini, consulta costantemente un rilevatore meteorologico, sperando di trovare una torre climatica ancora in funzione, e quindi un'oasi dove il sole splende ancora ed è possibile sopravvivere.
Briggs è un uomo severo ma giusto, mentre Mason è cinico e incline ad atti crudeli, infatti non rispetta le regole di Briggs sul trattamento dei malati, preferendo ucciderli appena si manifestano i sintomi prima ancora che sia effettuata una diagnosi.
Briggs, Sam e un giovane di nome Graydon viaggiano verso la vicina Colonia 5 dopo aver ricevuto un segnale di richiesta di soccorso.
Dopo un rischioso viaggio comprendente la traversata di un instabile ponte in rovina e  una notte passata all'interno di un elicottero abbattuto, il trio trova il luogo deserto e coperto di sangue. Seguendo dei rumori riescono a trovare una porta bloccata segnata da numerosi graffi e ammaccature, che Sam riesce a scassinare. All'interno trovano Leyland: un colono sopravvissuto, denutrito e disidratato, che mostra loro un messaggio ricevuto da un gruppo di persone che sono riuscite a riparare una delle torri meteorologiche e quindi da loro il cielo è sereno e non nevica. Il gruppo offre aiuto a chiunque li raggiunga e chiede in cambio di portare sementi così che possano essere piantati nel terreno nuovamente fertile. Leyland mostra loro da dove è partito il segnale ma informa anche che una spedizione della Colonia 5, mandata ad indagare, non è mai tornata. Inoltre le impronte lasciate dalla spedizione sulla neve hanno attirato un gruppo di cannibali che hanno ucciso e fatto a pezzi tutti gli abitanti della colonia e vi si sono insediati. Briggs, Sam e Graydon frugano il luogo in cerca di oggetti utili, recuperando una discreta quantità di candelotti di dinamite e cercano di convincere Leyland a tornare con loro alla Colonia 7 ma egli si rifiuta e si rinchiude nella stanza in cui è stato trovato.
Il trio allora inizia l'esplorazione della colonia e si avvicinano ad una stanza da dove provengono delle luci. Qui essi vedono una persona  macellare ciò che rimane dei membri della Colonia 5; vengono notati e lo scontro a fuoco che ne segue richiama un'orda di cannibali. I tre cercano di fuggire, ma Graydon, in preda al panico, viene isolato e brutalmente ucciso. Briggs e Sam riescono a isolarsi in una zona sicura scardinando una scala a pioli e da lì risalgono in superficie. fanno detonare la torre per sigillare i cannibali nel bunker e scappano rifugiandosi nuovamente all'interno dell'elicottero abbandonato. Il mattino dopo però notano che i cannibali sono riusciti ad uscire e hanno seguito le loro impronte sulla neve. Briggs suggerisce di bloccarli facendo saltare in aria con la dinamite il ponte che collega le due colonie, ma a causa del freddo la miccia della dinamite si spegne. Briggs riesce a riaccenderla ma viene circondato dai cannibali, così si sacrifica per impedir loro di passare il ponte e fare in modo che Sam possa tornare incolume alla Colonia 7.
Durante l'assenza di Sam però, Mason ha preso il controllo della colonia, progettando cambiamenti radicali. Sam cerca di spiegargli che i cannibali sono in arrivo ma che esiste un posto sicuro dove potersi rifugiare, ma Mason pensa che questi sia impazzito per lo shock e lo ammanetta a un letto, imprigionando anche Kai e manifestando un maggior interesse ad assumere i poteri di capo-colonia piuttosto che occuparsi del bene collettivo. Grazie all'aiuto di un giovane colono, Sam riesce a liberare se stesso e la sua compagna e inizia a cercare con il suo rilevatore satellitare la zona sicura dove potranno trovare rifugio, ma nel frattempo i cannibali raggiungono la Colonia 7 e riescono a penetrare all'interno, uccidendo diversi abitanti. Mason, persa la fiducia dei coloni, rimane dietro al gruppo mentre gli altri scappano, e qui si fa esplodere con una bombola di gas, assieme ai cannibali. Dopo aver ucciso il leader dei cannibali in un cruento combattimento nell'allevamento della colonia, Sam e pochi altri sopravvissuti raccolgono quello che possono e si dirigono verso la zona sicura, sperando disperatamente di poter sopravvivere al gelo estremo che tormenterà la loro marcia.

## Ambientazione
Il film è ambientato in una terra fredda e ricoperta da più di dieci metri di permafrost e neve, i coloni infatti camminano all'altezza delle sommità di tralicci e pali della luce.
Le colonie non sono altro che bunker o edifici particolarmente massicci e resistenti, sviluppati sia sopra che sotto terra in grado di resistere all'enorme pressione del ghiaccio.
Si tratta di veri e propri ecosistemi chiusi, l'acqua si ricava bollendo la neve, le piante sono coltivate in serre e gli animali allevati in piccole gabbie.
La Colonia 7 è un bunker alimentato da una grande pala eolica, costruito sul fianco di una montagna; gli spazi sono claustrofobici e i corridoi bassi e stretti, intere gallerie sono state scavate nella nuda roccia.
La Colonia 5 invece era una centrale termoelettrica, ora parzialmente coperta dal ghiaccio, l'ingresso infatti è un'apertura sul fianco di uno dei numerosi camini di cemento armato, dall'interno del quale è possibile scendere al livello del suolo tramite una scala a pioli. I locali sono molto più grandi e spaziosi.